# Rossella Vodret
Rossella Vodret (Roma, 30 aprile 1950) è una storica dell'arte, funzionaria e museologa italiana, già Soprintendente Speciale per il Patrimonio storico artistico e antropologico e del Polo Museale della Città di Roma. È specialista della pittura romana del primo Seicento, in particolare di Caravaggio e dei caravaggeschi.

## Biografia
Dopo aver frequentato il liceo classico Torquato Tasso di Roma, si è laureata presso la Sapienza, Università di Roma con Cesare Brandi e ha conseguito presso la stessa università il diploma di specializzazione triennale. Ha soggiornato, con borse di studio, a Parigi e Vienna, e svolto ricerche a Londra (Witt Library e Warburg Institute) e Los Angeles (Getty Research Institute).
Per il Ministero per i Beni Culturali ha ricoperto il ruolo di Ispettore storico dell'arte della Soprintendenza per i Beni Artistici e Storici di Roma e del Lazio con incarico di curatore della pittura del XVII secolo della Galleria Nazionale d'arte antica di Palazzo Barberini. Nell'ambito di questo incarico, oltre ad essersi dedicata al recupero di numerosi capolavori concessi da decenni in deposito esterno, ha studiato i dipinti provenienti dalla collezione Torlonia conservati in palazzo Barberini (1994) , il consistente nucleo di opere di Caravaggio e dei suoi seguaci presenti nella Galleria Nazionale, nonché quello dei dipinti di Guercino e dei pittori di cultura classicista emiliana, curando mostre e pubblicando studi specifici finalizzate alla loro valorizzazione.  
Nel 2008 ha pubblicato il primo Catalogo Generale dei dipinti della Galleria Nazionale di Palazzo Barberini, redatto insieme con Lorenza Mochi Onori .
Dal 2002 ha ricoperto la carica di Soprintendente per il Patrimonio Storico Artistico ed Etnoantropologico della Calabria, dove ha allestito e aperto al pubblico la Galleria Nazionale di Cosenza a Palazzo Arnone (2003), curato esposizioni e relativi cataloghi su pittori calabresi (Gregorio Preti, Francesco Cozza, Umberto Boccioni) e la grande mostra di capolavori Obras-Primas da Calabria a San Paolo in Brasile nel 2005, in collaborazione con Giorgio Leone.
È stata in seguito Soprintendente del Lazio, ad interim della Puglia e, infine, Soprintendente Speciale per il Patrimonio Storico Artistico e del Polo Museale della Città di Roma. Ha diretto importanti lavori di restauro tra i quali i cicli di affreschi di Palazzo Barberini (Volta della Divina Sapienza di Andrea Sacchi), del Palazzo del Quirinale (Salone dei Corazzieri e Galleria di Alessandro VII ), del Palazzo di Montecitorio (Fregio di Sartorio) oltre ai restauri di capolavori conservati nelle più importanti istituzioni museali romane.
Ha diretto il progetto internazionale finanziato dalla Comunità europea “Caravaggio e l'Europa” in collaborazione con l'Istituto Olandese di Cultura a Roma (referente Bert Treffers) e con il Kunsthistorisches Museum di Vienna (referente Wolfgang Prohaska), dedicato a ricerche di archivio sulla presenza di pittori europei a Roma tra il 1600 e il 1630, sfociato nel volume del 2011 Alla ricerca di Ghiongrat, studi sui libri parrocchiali romani (1600-1630), in cui sono stati pubblicati oltre 6.000 documenti in gran parte inediti.
Ha insegnato “Diagnostica per i Beni Culturali”, “Museologia e storia del collezionismo”, “Teoria e storia del restauro”, presso l'Università della Calabria (Arcavacata di Rende), e “Teoria del restauro" e "Diagnostica artistica" presso la Link Campus University di Roma.
Ha ricoperto l'incarico di Consulente e membro della segreteria tecnica del Commissario del Padiglione Italia di Expo 2015.
È stata Presidente della Fondazione della Banca Federico del Vecchio di Firenze (2013-2016).
Dal 2020 ricopre l'incarico di consulente tecnico ausiliario presso il Tribunale ordinario di Roma.
Ha dedicato numerosi saggi e monografie allo studio di Caravaggio e dei suoi seguaci, con particolare riguardo alla ricerca sull'utilizzo di metodologie innovative tecnico-scientifiche e di diagnostica, promossa dal Comitato Nazionale per il IV Centenario della morte di Caravaggio, presieduto da Maurizio Calvesi. Gli esiti di questa ricerca sono pubblicati nei due volumi su Caravaggio a Roma. Tecnica e stile (2016), su di essa sono anche basate la mostra Dentro Caravaggio, allestita a Milano, Palazzo Reale, curata nel 2017 e la monografia Caravaggio 1571-1610 , pubblicata in occasione del 450 anni della nascita del grande pittore lombardo: un volume in cui tutte le sue opere autografe sono analizzate, per la prima volta su larga scala, non solo dal punto di vista storico artistico, ma anche da quello tecnico-esecutivo-diagnostico, con note redatte da Claudio Falcucci.
I suoi studi hanno inoltre riguardato altri artisti protagonisti della pittura del ‘600 romano come Nicolas Poussin, Domenichino, Giovanni Baglione, Bartolomeo Manfredi, Guercino, Simon Vouet e altri, ai quali è stata dedicata, tra l'altro, la grande mostra Roma al tempo di Caravaggio (Roma, Palazzo Venezia, 2011).

## Direzione scientifica di  mostre nazionali e internazionali
Tra le mostre di rilievo internazionale curate in Italia e all'Estero (Europa, Stati Uniti, Brasile, Argentina, Cuba, Giappone e Cina) si segnalano:
- Caravaggio e i suoi, Hartford, São Paulo, Roma (1998-99).
- Guercino e la pittura del classicismo emiliano, Hong Kong, Bergen, Bratislava, Padova (1999-2000).
- Caravaggio, Madrid, Bilbao (1999 - 2000).
- Caravaggio e i suoi primi seguaci, Tokyo, Okazaki (2001).
- Sulle orme di Caravaggio tra Roma e la Sicilia, Palermo - Palazzo Ziino (2001)
- Caravaggio e il genio di Roma (1692 – 1623), Roma - Palazzo Venezia (2001)
- Gregorio Preti, Cosenza - Galleria Nazionale di Palazzo Arnone (2004).
- Ritratto di una collezione, Pannini e la Galleria del Cardinale Silvio Valenti Gonzaga, Mantova - Palazzo Te (2005).
- Obras-Primas da Calabria, Sao Paulo (2005)
- Il Caravaggio Odescalchi. Le due versioni della Conversione di Paolo a confronto, Roma - S. Maria del Popolo (2006).
- Francesco Cozza, un calabrese a Roma, Roma - Palazzo Venezia, Catanzaro - complesso di San Giovanni (2007).
- Caravaggio, Roma - Scuderie del Quirinale (2010).
- Caravaggio e i suoi, L'Avana - Museo National (2011).
- Caravaggio, Mosca - Museo Puškin (2011).
- Roma al tempo di Caravaggio, Roma - Palazzo Venezia (2011).
- Guercino tra Cento e Roma, Roma - Palazzo Barberini (2012).
- Caravaggio, Belo Horizonte, São Paulo (2012); Caravaggio y sus seguidores, Buenos Aires (2012)[21].
- Barocco d'argento, Belo Horizonte - São Paulo (2014)
- Caravaggio and his Time: Friends, Rivals and Enemies, Tokyo – National Museum of Western Art (2016).
- Dentro Caravaggio, Milano - Palazzo Reale (2017).

## Opere
- La "Terza Galleria": origini e storia della dispersione delle opere d'arte[della Galleria Nazionale d'Arte Antica], in “Quaderni di Palazzo Venezia”, 5, 1987, pp. 55-80.
- La vicenda storica di Monte Porzio Catone e la committenza artistica di una grande famiglia romana: i Borghese, in “L'arte per i papi e per i principi nella campagna romana”, catalogo della mostra, Roma 1990, vol. II, pp. 149-183.
- Primi studi sulla collezione di dipinti Torlonia, in “Storia dell'arte”, 82, 1994, 348-424.
- La pala [di Domenichino] della chiesa dei Santi Giovanni Evangelista e Petronio dei Bolognesi, in “Domenichino 1581 - 1641”, catalogo della mostra, a cura di A. Tantillo, Roma 1996, pp. 298-310.
- Guercino, Vouet, Sacchi e gli altri: recuperi dal patrimonio in deposito esterno della Galleria Nazionale d'Arte Antica di Palazzo Barberini, in “Bollettino d'arte”, 81, 1996 (1997), pp. 115-140.
- Simon Vouet, 1617: Una ‘Buona ventura' per Cassiano dal Pozzo, in “Bollettino d'arte”, 81, 1996 (1997), pp. 89-94.
- Caravaggio and His Italian Followers, from the Collection of the Galleria Nazionale d'Arte Antica di Roma, catalogo a cura di C. Strinati e R. Vodret, Hartford Wadsworth Atheneum 1998, pp. 21-41 e 59-124; ed. brasiliana: A lição de Caravaggio, Museu de Arte de Sao Paulo, MASP, 1998, pp. 19-38 e 39-104
- Caravaggio e i suoi: percorsi caravaggeschi in Palazzo Barberini, Catalogo della mostra, a cura di C. Strinati e R. Vodret, Roma 1999, pp. 11-20 e 24-142.
- Guercino and Emilian classicist painting from the collection of the Galleria Nazionale d'Arte Antica in Palazzo Barberini, Rome, catalogo della mostra, a cura di C. Strinati e R. Vodret, Bergen, Hong Kong, Bratislava, Padova 1999, Napoli 1999, pp. 15-25.  Ed. italiana: Venezia 2000, pp. 15-23.
- I primi anni romani di Caravaggio: nuovi documenti su Lorenzo Siciliano, alias "fratello Lorenzo pittore", alias Lorenzo Carlo, in “Studi di storia dell'arte in onore di Denis Mahon”, a cura di M.G. Bernardini, S. Danesi Squarzina, Roma 2000, pp. 53-56.
- Painted music: ‘a new and affecting manner', in “The Genius of Rome”, 1592 - 1623, catalogo della mostra Londra-Roma 2001, pp. 90-115.
- Le vicende ottocentesche della collezione Giustiniani: Vincenzo Giustiniani e Giovanni Torlonia, in “Caravaggio e i Giustiniani”, catalogo della mostra, a cura di S. Danesi Squarzina, Roma – Berlino 2001, pp. 131-138.
- Giovanni Baglione, nuovi elementi per le due versioni dell'Amor Sacro e Amor Profano, in Caravaggio nel IV centenario della Cappella Contarelli, atti del convegno internazionale di studi (Roma, Accademia dei Lincei, 24-26 maggio 2001), a cura di C. Volpi, Città di Castello 2002, pp. 291-302.
- “Gregorio dello Prete” a Roma nel 1624, in “Gregorio Preti, calabrese (1603 - 1672): un problema aperto.”, catalogo della mostra, a cura di R. Vodret e G. Leone, Cosenza 2004, Cinisello Balsamo 2004, pp. 21-24.
- Ritrovato in Calabria il "Pasce oves meas" di Baciccio, in “Studi sul Barocco romano – Studi in onore di Maurizio Fagiolo dell'Arco”, Roma 2004, pp. 361-365.
- I “doppi” di Caravaggio: le due versioni del S. Francesco in meditazione, in “Storia dell'arte”, 108, 2004, pp. 45-78.
- Caravaggio e l'Europa, in “Caravaggio e l'Europa”, catalogo della mostra, Milano 2005, pp. 75-85.
- Dopo Silvio Valenti Gonzaga: sulle tracce di una collezione, in  “Ritratto di una collezione: Pannini e la galleria del cardinale Silvio Valenti Gonzaga”, catalogo della mostra a cura di R. Morselli e R. Vodret, Mantova 2005, Milano 2005, pp. 45-68.
- Calabria, terra de obras-primas, in “Obras-Primas da Calabria”, catalogo a cura di R. Vodret e G. Leone, São Paulo 2005, pp.34-40
- L'enigma del Caravaggio Odescalchi. Le due versioni della Conversione di san Paolo a confronto, in “Il Caravaggio Odescalchi”: a cura di R. Vodret, Roma 2006, pp. 19-25.
- Agostino Tassi e il fregio della Sala Regia nel palazzo del Quirinale, in “Agostino Tassi (1578-1644)”, catalogo della mostra, a cura di P. Cavazzini, Roma 2008, pp. 127-150.
- Galleria Nazionale d'Arte Antica: Palazzo Barberini. I dipinti, Catalogo sistematico, di R. Vodret e L. Mochi Onori, Roma 2008, pp. 15-470.
- Bartolomeo Manfredi (Ostiano 1582-Roma 1622), in “I Caravaggeschi”, a cura di A. Zuccari, vol. II, pp. 515-528.
- Caravaggio. L'opera completa, Cinisello Balsamo 2009.
- La Giuditta che taglia la testa a Oloferne, in “Caravaggio”, mostra a cura di R. Vodret e F. Buranelli, catalogo a cura di C. Strinati, Roma, Scuderie del Quirinale, 2010, Milano 2010, pp. 97-105.
- Caravaggio e la palestra della cappella Contarelli in San Luigi dei Francesi, in “Caravaggio. La Cappella Contarelli”, ideazione di R. Vodret, catalogo della mostra a cura di G. Leone, M. Cardinali e M.B. De Ruggieri, Roma 2011, pp. 13-23.
- Un nuovo ritrovamento documentario e il problema della luce nello studio di Caravaggio, con Cardinali M., De Ruggieri M.B., in “Caravaggio a Roma. Una vita dal vero”, catalogo della mostra a cura M. Di Sivo, O. Verdi, Roma 2011, pp. 130-136.
- Alla ricerca di Ghiongrat . Novità su alcuni artisti citati nei libri parrocchiali romani dal 1600 al 1630, in “Alla ricerca di Ghiongrat, studi sui libri parrocchiali romani (1600-1630)”, a cura di R. Vodret, Roma 2011, pp. 17-105.
- La Galleria: l'arte, in “La Galleria di Alessandro VII”, a cura di L. Godart, Palazzo del Quirinale, Presidenza della Repubblica, Roma 2011, pp. 225-253.
- Non solo Caravaggio, in “Roma al tempo di Caravaggio”, catalogo della mostra, a cura di R. Vodret, pp. 21-95.
- Caravaggio: La vida y las obras. La tecnica di Esecution, in “Caravaggio e seus seguidores: confirmações e problemas”, Catalogo della mostra a cura di R. Vodret e G. Leone, Belo Horizonte, San Paolo Buenos Aires, 2012, São Paulo, 2012, pp. 16-57.
- Appunti di tecnica esecutiva per Carlo Saraceni e Giovanni Lanfranco nel cantiere della Sala Regia nel palazzo del Quirinale, in “Carlo Saraceni 1579-1620” catalogo della mostra a cura di M.G. Aurigemma Roma 2013-2014, Milano 2013, pp. 125-146.
- Note introduttive sulla tecnica esecutiva di Caravaggio/ Introductory Notes on Cravaggio's Technique Execution, in” Caravaggio. Opere a Roma: tecnica e stile/Caravaggio. Works in Rome. Technique and Style” , a cura di R. Vodret, G. Leone, M. Cardinali, M.B. De Ruggieri, G.S. Ghia, vol. I, Saggi/Essays, Cinisello Balsamo 2016, pp. 16-51.
- Dentro Caravaggio, in “Dentro Caravaggio”, a cura di R. Vodret, Milano 2017, pp. 200-236.
- La Buona Ventura della Pinacoteca Capitolina: alcune riflessioni sulle analisi critiche, in “Il giovane Caravaggio “sine ira et studio”, atti della giornata di studi (Roma, Sapienza Università di Roma, 1 marzo 2017), a cura di A. Zuccari, Roma 2018, pp. 75-83.
- Caravaggio, genio d'Europa, di R. Vodret, Torino 2017, pp. 15-293.
- [Caravaggio] La vita. Un uomo tormentato, un artista rivoluzionario. La famiglia. Gli amori. La casa bottega. La “rete” dei committenti. Caravaggio negli atti giudiziari e nelle parole dei contemporanei. La tecnica, Un geniale modo di dipingere, in “Caravaggio”, a cura di R. Vodret, Torino 2018, pp. 9-121; 169-192; 209-271.
- Caravaggio 1592-1596. Quattro anni di “vuoto”?, in “L'Archivio di Caravaggio - Scritti in onore di don Sandro Corradini”, Roma 2021, pp. 383-398.
- La Maddalena in estasi “Gregori”. Analisi e problemi, in “Caravaggio a Parigi”, atti del convegno di studi (Parigi 2019), a cura di F. Cappelletti, M.C. Terzaghi, P. Curie, Roma-Napoli 2021, pp. 80-95.
- Caravaggio 1571-1610, Cinisello Balsamo 2021, pp. 16-335, con note tecniche di Claudio Falcucci.
- Per la datazione del Ritratto di Fillide "corteggiana scandalosa", in “Scritti di donne”, Roma 2022, pp. 431-441.